# Poya
Poya – gmina w Nowej Kaledonii (terytorium zależne Francji). Według danych szacunkowych na rok 2008 liczy 2 682 mieszkańców. Centrum administracyjnym jest Poya Village. Jest jedyną gminą w Nowej Kaledonii znajdującą się w dwóch prowincjach – Północnej i Południowej.